# Altenstadt (Hessen)
 For alternative betydninger, se Altenstadt. (Se også artikler, som begynder med Altenstadt)
Altenstadt er en kommune i Wetteraukreis, i den tyske delstat Hessen. Den ligger i ved floden Nidder cirka 27 kilometers nordøst for Frankfurt am Main

## Historie
Altenstadt var en del af Limes, den tidligere grænse for Romerriget, som gik gennem byen. Udgravninger viser at der var en Romersk garnison i den første halvdel af det andet århundrede.
Den ældste dokumenterede oplysning om Altenstadt er fra 767, hvilket gør byen til den ældste by i det centrale Hessen.

## Bydele og bebyggelser
Kommunen er opdelt i 8 områder:
| - Altenstadt - Heegheim - Höchst an der Nidder - Lindheim | - Enzheim - Oberau - Rodenbach - Waldsiedlung |

## Kendte personer
En kendt person fra Altenstadt var socialdemokrat og justitsinspektør Friedrich Kellner, der under anden verdenskrig førte en 10 binds dagbog, der registrerede nazisternes forbrydelser i Altenstadt og Laubach, Hessen, hvor han også arbejdede.